# CJDG – en film om Carl Johan De Geer
CJDG – en film om Carl Johan De Geer är en svensk dokumentärfilm från 2014. Filmen regisserades, producerades och fotades av Kersti Grunditz Brennan som också skrev filmens manus. Filmen handlar om konstnären Carl Johan De Geer. Filmen hade premiär den 13 november 2014 på Stockholms filmfestival. Den 12 december 2014 hade filmen biopremiär.

## Musik
- "I'm So Happy", Salem Al Fakir
- Musiken till filmen Tårtan, komponerad av Krister Broberg
- "È lucevan le stelle". Ur Tosca, komponerad av Giacomo Puccini, text av Giuseppe Giacosa och Luigi Illica med svensk text av Sven Nyblom, arrangerad av Cecilia Öhrwall
- "La traviata", Giuseppe Verdi, arrangerad av Cecilia Öhrwall